# Commidendrum robustum
Commidendrum robustum (Engels: Saint Helena gumwood) is een plantensoort uit de composietenfamilie (Asteraceae). Het is een boom die een groeihoogte kan bereiken van 7 tot 8 meter. De soort is endemisch op  Sint-Helena. De boom groeit in bossen op rotsachtig terrein, in gebieden tussen de 400 en 600 meter hoogte. 
In het verleden waren grote delen van het eiland met deze soort bebost, maar deze zijn vooral in de 18e eeuw door zowel houtkap als begrazing van vee verdwenen. De laatste overblijfselen van het bos bevinden zich op het afgelegen westelijke uiteinde van het eiland. De bomen worden bedreigd door uitheemse invasieve diersoorten zoals ratten en konijnen en verstikking door uitheemse invasieve boomsoorten. De soort staat op de Rode Lijst van de IUCN geklasseerd als 'kritiek'.